# Milla Sannoner
Milla Sannoner, pseudonimo di Camilla Sannoner (Pesaro, 29 luglio 1938 – Milano, 14 aprile 2003), è stata un'attrice italiana di cinema e televisione, attiva dagli anni sessanta fino alla fine degli anni novanta.

## Biografia
Allieva della Scuola di recitazione di Esperia Sperani, viene eletta a Roma Miss Cinema nei primi anni sessanta; per il grande schermo ha interpretato una sessantina di film: la si ricorda fra l'altro per la sua partecipazione ne Il cambio della guardia, del 1963, a fianco di Gino Cervi e Fernandel.
La sua carriera si è sviluppata anche in produzioni destinate alla televisione. È ricordata per la partecipazione in diversi sceneggiati, fra cui Una tragedia americana, del 1962, tratto dall'omonimo romanzo di Theodore Dreiser, La freccia nera, del 1968, tratto dal romanzo di Robert Louis Stevenson, in entrambi i lavori diretta da Anton Giulio Majano, e nello sceneggiato Sandokan, diretto da Sergio Sollima nel 1975, dove ha ricoperto il ruolo di Lucy Mallory.
È stata sposata con lo sceneggiatore Giovanni Damiani.

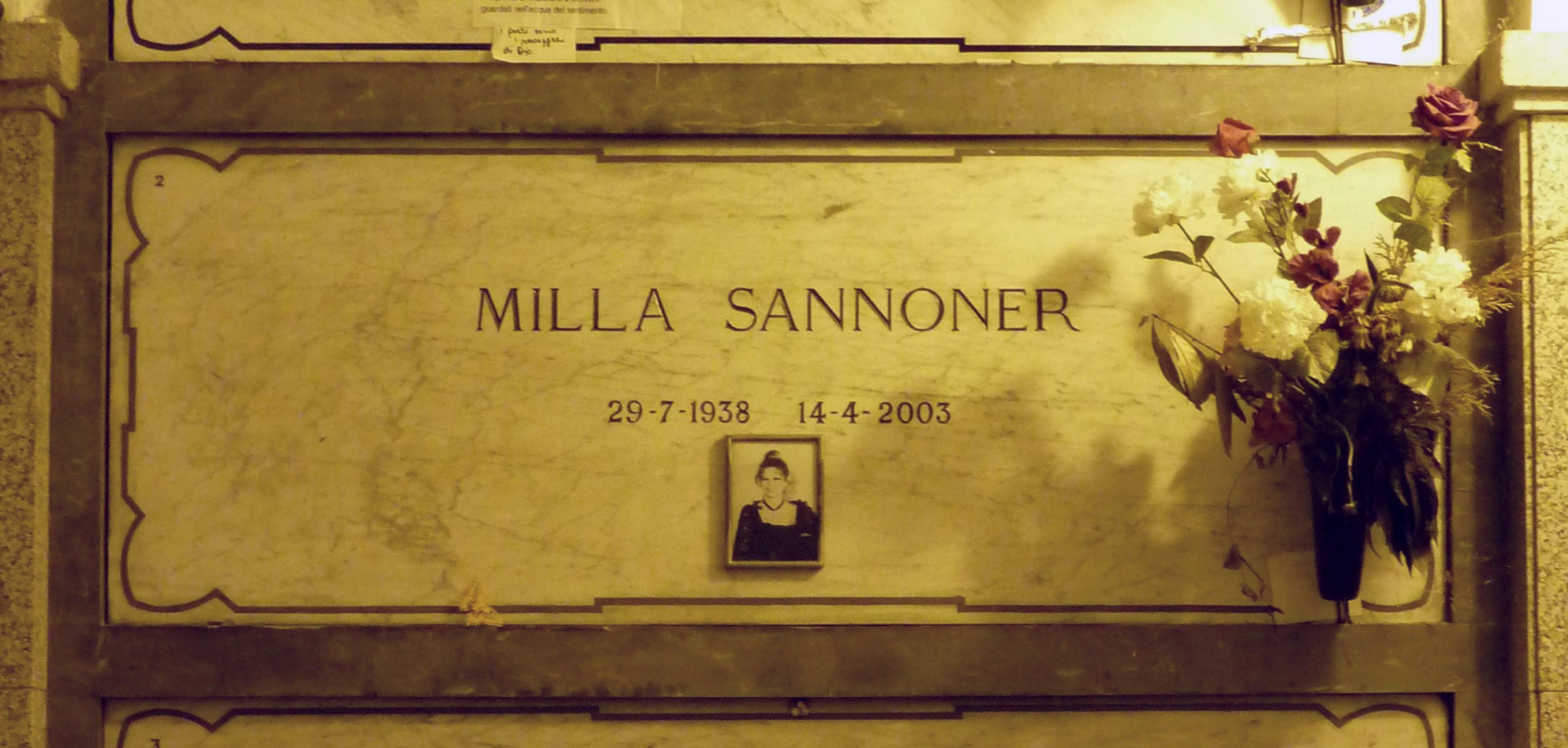
La tomba di Milla Sannoner

Morì a 64 anni nel 2003 dopo una lunga malattia nella clinica milanese Columbus  e venne tumulata nella cripta del famedio nel cimitero monumentale di Milano.

## Filmografia

### Cinema
- La leggenda di Fra Diavolo, regia di Leopoldo Savona (1962)
- Il cambio della guardia, regia di Giorgio Bianchi (1962)
- Massacro al Grande Canyon, regia di Sergio Corbucci (1964)
- La Celestina P... R..., regia di Carlo Lizzani (1965)
- 3 colpi di Winchester per Ringo, regia di Emimmo Salvi (1966)

- Io, Emmanuelle, regia di Cesare Canevari (1969)
- Revenge, regia di Pino Tosini (1969)
- Le castagne sono buone, regia di Pietro Germi (1970)
- Sandokan, regia di Sergio Sollima (1976)
- Innamorato pazzo, regia di Castellano e Pipolo (1981)
- College, regia di Castellano e Pipolo (1984)
- Mia moglie è una bestia, regia di Castellano e Pipolo (1988)
- Del perduto amore, regia di Michele Placido (1998)

### Televisione
- La freccia nera, regia di Anton Giulio Majano (1968)
- Sandokan, regia di Sergio Sollima – miniserie TV (1976)
- Dopo un lungo silenzio – miniserie TV  (1978)
- Anna Kuliscioff, regia di Roberto Guicciardini – miniserie TV (1981)
- Giorno dopo giorno – serie TV (1982)
- La pulce nell'orecchio – film TV (1983)
- Classe di ferro – serie TV (1989)

## Prosa televisiva Rai

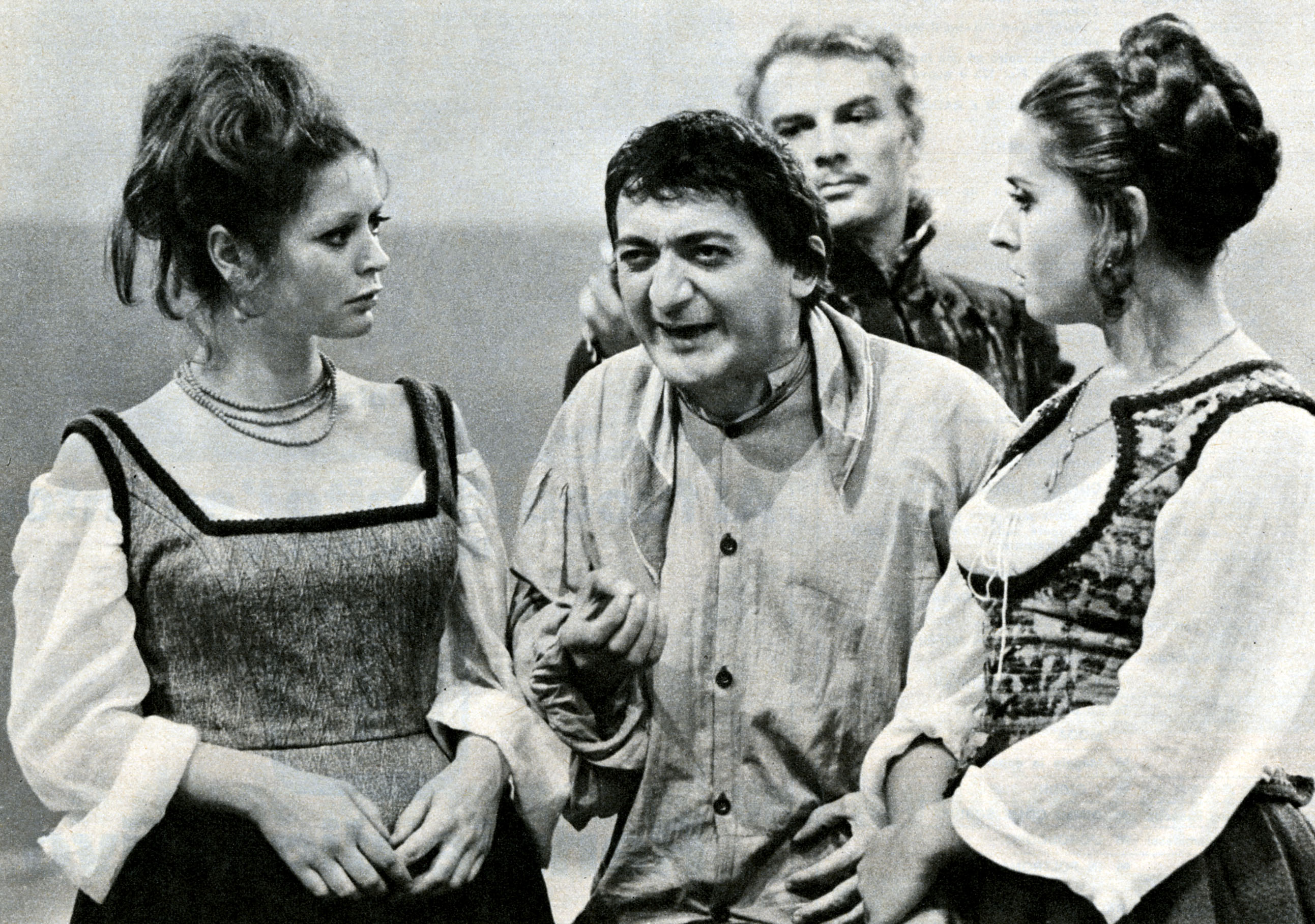
Milla Sannoner, Franco Parenti, Giorgio Albertazzi, e Gianna Giachetti nel Don Giovanni di Molière, regia di Vittorio Cottafavi (1967)

- Una tragedia americana, regia di Anton Giulio Majano – miniserie TV (1962)
- Ma non è una cosa seria, regia di Gianfranco Bettetini, trasmessa il 30 dicembre 1964.
- La potenza delle tenebre di Leone Tolstoj, regia di Vittorio Cottafavi, trasmessa il 29 gennaio 1965.
- Luce a gas di Patrick Hamilton, regia di Alessandro Brissoni, trasmessa nel 1966.
- Don Giovanni di Molière, regia di Vittorio Cottafavi, trasmessa il 5 maggio 1967.
- La freccia nera, regia di Anton Giulio Majano – miniserie TV (1968)
- Tredici a tavola di Marc-Gilbert Sauvajon, regia di Davide Montemurri, trasmessa il 31 dicembre 1968.
- Il segreto di Luca, regia di Ottavio Spadaro – miniserie TV (1969)
- Antonio Meucci, cittadino toscano, contro il monopolio Bell, regia di Daniele D'Anza – miniserie TV (1970)
- Un uomo senza volto, regia di Leonardo Cortese, trasmessa il 3 settembre 1971.